# Centralna biotehniška knjižnica in Osrednji specializirani informacijski center za biotehniko, Ljubljana
Centralna biotehniška knjižnica (dalje CBK) je osrednja visokošolska knjižnica in specializirani informacijsko - dokumentacijski center za biotehniške vede, ki deluje v sklopu Biotehniške fakultete (dalje BF) Univerze v Ljubljani. Nahaja se na Jamnikarjevi 101 v Ljubljani.

## Zgodovina CBK
CBK je nastala leta 1947 z ustanovitvijo Agronomske fakultete v Ljubljani, od leta 1960 se imenuje Biotehniška fakulteta. V svoj osnovni fond je pridobila knjižnično gradivo uglednih kmetijskih ustanov, zlasti Kmetijske zbornice, Kmetijske družbe (knjižnica te družbe je kot prva slovenska strokovna knjižnica delovala od leta 1820 do leta 1945), Republiškega ministrstva za kmetijstvo in Kmetijskega znanstvenega zavoda.
Ob ustanavljanju novih oddelkov na fakulteti so nastajale nove področne knjižnice. Leta 1949 je bil ustanovljen gozdarski oddelek, leta 1956 veterinarski, leta 1960 pa biološki oddelke naravoslovne fakultete. Istega leta je bil ustanovljen tudi oddelek za živilsko tehnologijo. Ti oddelki niso prinesli ob ustanovitvi nobenega knjižnega fonda, ker so začeli na novo. Strokovne oziroma znanstvene knjižnice z njihovih področij (gozdarstvo in veterina) so obdržali ustrezni samostojni znanstveni zavodi. Knjižnico, ki jo je biološki oddelek imel prej na matični (Filozofski fakulteti) je prenesel v knjižnico inštituta za biologijo pri univerzi. Tako se je iz nekdanje knjižnice agronomskega oddelka razvila centralna knjižnica biotehniške fakultete, ki je predstavljala matično knjižnico za omenjena znanstvena in strokovna področja ter je s knjižnim fondom (leta 1966 je imela 35.728 zvezkov in 503 tekoče časopise) bila ena največjih strokovnih knjižnic v Sloveniji. Knjižnica je poleg knjižnih nabav in redne bibliotečne obdelave knjižnega  in periodičnega tiska opravljala tudi izposojevalno službo, ne samo za osebje in študente na fakulteti, temveč je bila odprta tudi za ostalo strokovno javnost. V letu 1966 je bilo 6490 obiskov z 9.388 izposojenimi knjigami in revijami. Od leta 1966 pa je knjižnica izvajala tudi zamenjavo in sicer razpošiljala je fakultetni Zbornik, v zamenjavo pa je prejete publikacije bibliotečno obdelovala.
V okviru Centralne biotehniške knjižnice je bil leta 1994 ustanovljen Slovenski nacionalni center AGRIS (Agricultural Research Information System); leta 1995 pa je postala članica mednarodnega omrežja kmetijskih knjižnic AGLINET (Agricultural Libraries Network). Center AGRIS računalniško sintetizira slovenske biotehniške strokovne in znanstvene dokumente za njihovo bibliografsko dostopnost prek svetovnega spleta idr. mednarodnih posrednikov, od leta 1999 pa v njegovem okviru nastaja tudi slovenski spletni informacijski sistem za kmetijstvo AgroWeb Slovenija. 

## Naloge Centralne biotehniške knjižnice in OSIC-a za biotehniko
Naloge Centralne biotehniške knjižnice in OSIC-a za biotehniko:

- Pomoč in svetovanje pri iskanju gradiv, informacij in pri uporabi knjižnice.
- Hranjenje referenčnega gradiva, osnovne znanstvene literature s področja biotehnike in hranjenje literature o knjižničarstvu in informacijski znanosti.
- Hranjenje magistrskih in doktorskih nalog Biotehniške fakultete ter doktorske disertacije s področja kmetijstva s področja celotne Jugoslavije (do leta 1990).
- Posredovanje strokovnih in znanstvenih informacij dosegljivih preko podatkovnih zbirk s področja kmetijstva (AGRIS, CAB Abstracts, FSTA) in preko portalov elektronskih revij. Uvajanje in izobraževanje uporabnikov.
- Izposoja knjižničnega gradiva in medknjižnična izposoja.
- Nakup in obdelava knjižničnega gradiva.
- Koordinacija med oddelčnimi knjižnicami Biotehniške fakultete:

- skupna priprava poročil za Biotehniško fakulteto,

- skupna priprava poročil in programa dela za Univerzo v Ljubljani,

- skupna prijava na razpis za tujo literaturo pri ARRS,

- koordinacija priprave in objave diplomskih nalog v elektronski obliki na Digitalni knjižnici  BF (http://www.digitalna-knjiznica.bf.uni-lj.si),

- koordinacija nabave elektronskih virov na Biotehniški fakulteti v povezavi z ostalimi knjižnicami Univerze v Ljubljani,

- skupna nabava (priprava javnega naročila) tujih serijskih publikacij.

- Vodenje konzorcija za področje biotehnike, v katerem sodelujejo Univerza v Ljubljani (Biotehniška fakulteta in Veterinarska fakulteta), Univerza v Mariboru (Univerzitetna knjižnica Maribor), Univerza v Novi Gorici, Univerza na Primorskem, Kmetijski inštitut Slovenije, Inštitut za hmeljarstvo in pivovarstvo Slovenije, Kmetijsko gozdarski zavod Maribor in Biotehniški center Naklo. V sklopu konzorcija se vrši nakup dostopa do mednarodnih podatkovnih zbirk CAB in FSTA. Konzorcij je bil ustanovljen konec leta 2003, v tem času je organizirala dve informacijski delavnici s tujimi predavatelji, ki so udeležence seznanili z mednarodno platformo OVID: delavnica CAB in delavnica FSTA.
- OSIC za biotehniko:

Sodelovanje pri izvajanju kategorizacije znanstvenih objav na osnovi Navodil za delo Osrednjih specializiranih informacijskih  centrov in smernic Komisije SAZU v okviru OSIC-a za biotehniko: odgovorna oseba pri izvajanju kategorizacije znanstvenih objav.

- Aktivno sodelovanje pri razvoju enotnega splošnega kontroliranega slovarja za sistem COBISS.SI: področje za biotehniko.
- Aktivno sodelovanje in informiranje študentov na Študentski areni v sklopu knjižnic Univerze v Ljubljani.
- Sodelovanje pri gradnji spletnega sistem AgroWeb Slovenija po mednarodni metodologiji v sodelovanju s  FAO SEUR (FAO Subregional Office for Central and Eastern Europe). AgroWeb (http://www.agroweb.bf.uni-lj.si/ Arhivirano 2011-09-03 na Wayback Machine.) omogoča spletno zbiranje in organiziranje vseh vrst slovenskih biotehniških/kmetijskih informacij vključno z lastno proizvodnjo informacij. Pri vzdrževanju in urejanju ter pripravljanju novosti intenzivno sodelujejo tri osebe: mag. K. Stopar, mag. S. Juvan in dr. T. Bartol.
- Vnos bibliografskih podatkov v mednarodno podatkovno zbirko AGRIS: elektronska obdelava in prenos slovenskih biotehniških bibliografskih podatkov v mednarodno bibliografsko zbirko AGRIS/WAICENT.

AGRIS (International Bibliographic Information System for the Agricultural Sciences and Technology) se gradi kooperativno pod okriljem FAO pri Združenih narodih. Začeli so jo graditi leta 1975 in pri gradnji sodeluje 25 regionalnih in mednarodnih centrov ter 150  pooblaščenih nacionalnih centrov. Vsak od sodelujočih centrov prispeva podatke o literaturi  iz svoje države. Obsega okrog 2.500.000 zapisov z letnim prirastom okrog 150.000 zapisov. Večina zapisov vključuje tudi izvlečke.

Slovenija se je aktivno vključila v mednarodni informacijski sitem AGRIS v začetku leta 1994. To delo je ob pooblastilu MKGP (Ministrstvo za kmetijstvo, gospodarstvo in prehrano) prevzel Specializirani INDOK center za biotehniko pri Biotehniški fakulteti. Namen tega informacijskega sistema je omogočiti hitro mednarodno izmenjavo znanstvenih in strokovnih informacij z vseh področij biotehnike oziroma kmetijstva. To zajema rastlinsko in živalsko proizvodnjo, zdravstveno varstvo rastlin in živali, tehnologijo spravila pridelkov, gozdarstvo, lesarstvo, ribištvo, kmetijski inženiring, problematiko naravnih virov in okolja v povezavi s kmetijstvom, prehrano živali in ljudi, agrarno ekonomiko, ruralni razvoj, kmetijsko administracijo, zakonodajo, informatiko, izobraževanje in svetovalne dejavnosti.

Center AGRIS zbira vse tiste domače biotehniške dokumente oziroma publikacije, ki so zanimive za mednarodno predstavitev. Center dokumente vsebinsko indeksira v angleškem jeziku in sintetizira v računalniško bibliografsko obliko, ki jo predvideva AGRIS. Pri tem zajame tudi avtorski izvleček v angleščini. Med slovenskimi referencami je velika večina člankov iz revij oziroma prispevkov iz kongresnih publikacij.

- Priprava predstavitvene zloženke knjižnic BF (oktober 2001, september 2004, september 2010) in priprava zloženke "Podatkovne zbirke, elektronske revije, elektronske knjige in pomembnejši internetni naslovi - Iščeš literaturo za diplomsko (seminarsko) nalogo?" (junij, 2004).
- Mentorstvo študentom bibliotekarstva: leta 2007 in 2008 je bila mag. S. Juvan mentorica študentkama bibliotekarstva, ki sta na Biotehniški fakulteti opravljali obvezno študentsko prakso v obsegu 40 ur.
- Sodelovanje pri izgradnji geslovnika kmetijskih rastlin in živali (Agrotezaver – Agrothesaurus: (http://www.agroweb.bf.uni-lj.si/geslovnik.htm Arhivirano 2011-09-30 na Wayback Machine.).
- Priprava statističnih poročil za NUK: Meritve o delu slovenskih knjižnic.
- Vnos bibliografij raziskovalcev Inštituta za hmeljarstvo in pivovarstvo Slovenije (IHPS) v sistem Cobiss ter urejanje podatkov o tujih revijah za knjižnico IHPS v sistemu Cobiss.
- Zamenjava Acte agriculturae Slovenica: pošiljanje revije na 14 domačih in 160 tujih naslovov.

## Gradivo, zbirke in ureditev
Knjižnica hrani gradivo s širšega področja biotehniških ved, knjižnični fond obsega preko 3.500 enot knjižnega gradiva, od tega posebne zbirke gradiva: doktorske disertacije, magistrske naloge, specialistična in diplomska dela (nostrifikacije), ter serijske publikacije (letni prirast je okrog 140 enot).
 
Knjižnica je vključena v vzajemni knjižnično bibliografski sistem Cobiss od leta 1993, vrši pa tudi medknjižnično zamenjavo revije Acta agriculturae Slovenica s 180 naslovniki. V zameno prejema okrog 180 naslovov serijskih publikacij, od tega je večina tujih.
Nakup znanstvene literature in baz podatkov sofinancira Javna agencija za raziskovalno dejavnost Republike Slovenije.

## Uporabniki in izposoja gradiva
Knjižnično gradivo je namenjeno predvsem študentom, pedagoškim delavcem, raziskovalcem in sodelavcem fakultete, prav tako tudi zunanjim institucijam. Uporabniki CBK lahko gradivo, ki mu bo potekel rok izposoje, podaljšajo, če ga medtem ni rezerviral drug uporabnik. Gradivo je torej možno podaljšati ob obisku v knjižnici, po telefonu, po el. pošti: cbk@bf.uni-lj.si, po spletni storitvi Moja knjižnica ali s telefonskim odzivnikom prek storitve Bibliofon.

## Oddelki knjižničnega - informacijskega sistema na BF
Knjižnični – informacijski sistem Biotehniške fakultete sestavlja sedem knjižnic. Poleg Centralne biotehniške knjižnice in Osrednjega specializiranega informacijskega centra za biotehniko, je še šest oddelčnih knjižnic in sicer:

- Knjižnica in INDOK Oddelka za agronomijo
- Knjižnica in INDOK Oddelka za lesarstvo
- Knjižnica Oddelka za gozdarstvo in obnovljive gozdne vire, Gozdarski inštitut Slovenije in Zavod za gozdove Slovenije
- Knjižnica in INDOK Oddelka za biologijo in Nacionalni inštitut za  biologijo
- Knjižnica in INDOK Oddelka za živilstvo
- Knjižnica in INDOK Oddelka za zootehniko

Koordinacijsko jih povezujejo Centralna biotehniška knjižnica in OSIC za biotehniko.

### Knjižnica in INDOK Oddelka za agronomijo
Knjižnica in INDOK Oddelka za agronomijo se nahaja na Jamnikarjevi 101 v Ljubljani.
Knjižnica Oddelka za agronomijo je ena izmed naslednic Centralne biotehniške knjižnice in deluje samostojno od leta 1979. Knjižnica razpolaga z več kot 61.000 enotami knjižničnega gradiva: monografske publikacije in serijske publikacije. Velik del fonda predstavlja zbirka diplomskih nalog od ustanovitve fakultete pa do danes. 90% fonda je računalniško obdelanega. Velik del je tudi prenesen v vzajemni računalniški katalog Cobiss. Študentje imajo v čitalnici na voljo več računalnikov za iskanje po informacijskih virih.

INDOK Oddelka za agronomijo zagotavlja informacijske storitve zaposlenim in študentom Oddelka za agronomijo in Oddelka za krajinsko arhitekturo. V sistemu Cobiss tekoče vzdržuje bibliografije omenjenih dveh oddelkov, v Cobiss pa v celoti vključuje tudi znanstveno revijo Acta agriculturae Slovenica, ki jo izdaja Oddelek za agronomijo. Skrbi za pregled oblikovne primernosti in dokumentacijske opremljenosti zaključnih del, ki nastajajo na omenjenih oddelkih, kot so diplome, magisteriji in doktorati. Aktivno sodelujejo pri projektu AgroWeb, ki je slovenski spletni informacijski sistem za kmetijstvo in s kmetijstvom povezana področja. Nastaja v mednarodnem sodelovanju z organizacijo FAO SEUR (FAO Subregional Office for Central and Eastern Europe). Zasnovan je kot spletni iskalnik, katalog, kazalo oziroma indeks. Sistem omogoča tudi povezave do tujih spletnih strani.

### Knjižnica in INDOK Oddelka za lesarstvo
Knjižnica in INDOK Oddelka za lesarstvo se nahaja v Rožni dolini, Cesta VIII/34 v Ljubljani. 
INDOK služba in knjižnica Oddelka za lesarstvo BF je bila ustanovljena leta 1978. Kot visokošolska knjižnica služi pedagoškemu in raziskovalnemu delu na oddelku. Z literaturo za področje lesarstva je na voljo tudi drugim uporabnikom. 
Knjižni fond obsega 18.000 enot knjižnega gradiva, od tega 4.000 enot periodičnih publikacij. Knjižnica se je leta 1993 vključila v sistem Cobiss s katalogom tujih revij, leta 1996 pa z bibliografijo.

### Knjižnica Oddelka za gozdarstvo in obnovljive gozdne vire (dalje BFGO), Gozdarski inštitut Slovenije(dalje GIS) in Zavod za gozdove Slovenije
Knjižnica Oddelka za gozdarstvo in obnovljive gozdne vire na nahaja na Večni poti 2, Gozdarski inštitut Slovenije pa na Večni poti 83. 
Gozdarska knjižnica deluje v okviri treh ustanov: Gozdarskega inštituta Slovenije, Oddelka za gozdarstvo in obnovljive gozdne vire Biotehniške fakultete Univerze v Ljubljani (na teh dveh lokacijah knjižnica tudi deluje) in Zavoda za gozdove Slovenije.
Začetki Gozdarske knjižnice segajo v leto 1948, ko je Gozdarski inštitut z ministrskim odlokom prevzel resorno knjižnico Ministrstva za gozdarstvo LR Slovenije. Ustanovljena je bila centralna znanstvena knjižnica gozdarske in lesne stroke. Knjižni fond knjižnice je v prvih petih letih obstoja vseboval: knjižni fond gozdarskega odseka bivše Banske uprave v Ljubljani, knjige bivše Kmetijske zbornice, del knjižničnega fonda bivšega Slovenskega gozdarskega društva,  knjižno zbirko bivše Gozdne direkcije v Ljubljani, Začasne državne uprave razlaščenih veleposestniških gozdov v Ljubljani, knjižno zbirko bivšega gozdarskega referata Okrajnega glavarstva v Ljubljani ter nekaj manjših zasebnih zbirk.

Gradivo je obsegalo 2.474 knjig in 37 letnikov revij, ter je bilo v večini starejše in napisano v nemškem jeziku.
Gozdarska knjižnica je visokošolska in specialna knjižnica, ki sistematično zbira, obdeluje in hrani vso slovensko literaturo s področja gozdarstva. Za potrebe študentov in raziskovalcev v svojo zbirko uvršča gradivo iz področij gozdarstva, gojenja gozdov, pridobivanja lesa, ekologije, gozdne fitocenologije, sonaravnega gospodarjenje z gozdovi, entomologije, mikologije, pedologije, hudourništva, obnovljivih naravnih virov, ohranjanja naravnega okolja, ekologije in ekologije krajine, strokovnega dela v gozdarski operativi, ergonomije (v gozdarstvu), ekonomije (v gozdarstvu), geodezije, botanike, zoologije in statistike (v gozdarstvu). Knjižnica zagotavlja informacijske in knjižnične storitve z gozdarskega področja zaposlenim in študentom na institucijah ustanoviteljic ter drugi zainteresirani javnosti. Storitve knjižnice temeljijo na strokovnosti, kakovosti in sodobni tehnologiji.
Že od začetka delovanje se knjižnica povezuje s sorodnimi domačimi in tujimi institucijami, s katerimi izmenjuje strokovne in znanstvene publikacije, sodeluje z domačimi in tujimi založbami, preko katerih pridobiva pomembne informacije o domači in svetovni literaturi s področij gozdarskih znanosti.
Knjižnica ima tri knjižnične kataloge. Od leta 1948 do leta 1997 uporabljajo klasični listkovni katalog (abecedno - imenski). Uporabljajo tudi klasični sistemski katalog (GDK- gozdarska decimalna klasifikacija). Od leta 1997 pa so polnopravni člani vzajemnega računalniškega kataloga Cobiss.
Knjižnična zbirka (decembra 2009) obsega 23.978 monografij, 3.314 posebnega strokovnega gradiva (diplomske in magistrske naloge, doktorske disertacije, eleborati, poročila), 319 enot neknjižnega gradiva, 131 naročenih naslovov in 12.495 serijskih publikacij. Zbirka torej skupaj obsega 40.106 enot gradiva.
Knjižnica pa hrani tudi neprecenljive vire s področja slovenskega gozdarstva. Najstarejša knjiga, katero hrani gozdarska knjižnica je iz leta 1768 in je pisana v nemškem jeziku.
Njen naslov je: Heinrich Christian von Brocke: Wahre Gründe der physicalischen und experimental allgemeinen Forstwirtschaft. Leipzieg, 1768.
Najstarejše knjižna zbirka je izhajala na Dunaju v letih 1848 do 1898. Pisana je prav tako v nemškem jeziku. 
Naslov zbirke: Oesterreichische Land- und Forstwirtschaft I-IV. Wien 1848-1898.
Najstarejši v slovenščini pisani gozdarski knjigi pa sta iz leta 1869; 
Scheyer M., iz nemščine prevedel Ivan Tomšič. Navod, kako naj ravnajo posamezni kmetje in cele soseske z gozdom. Ljubljana : Jožef Moškrič, 1869.
Zenker J., iz nemščine prevedla Ivan Tomšič in Janez Zalokar. Kmetijske table XIII. Raba gozda. Dunaj, 1869.
Najstarejši časopis je iz leta 1846: Allgemeine Forst- und Jagdzeitung, zwoelfte Jahrgang.
Zgodovinsko pomemben naslov je tudi Mitteilungen des krainisch-küstenlaendischen Forstverein = Izvestja Kranjsko-primorskega gozdarskega društva). Izvestja so se tiskala od 1876 do 1914 v Trstu, vseh 32 letnikov pa je hrani Gozdarska knjižnica. 
Gozdarska knjižnica hrani celotno zbirko Šumarskega lista ki izhaja od leta 1877 dalje.

### Knjižnica in INDOK Oddelka za biologijo in Nacionalni inštitut za biologijo
Knjižnica in INDOK Oddelka za biologijo se nahaja na Večni poti 111 v Lljubljani. Njihova spletna stran je http://www.nib.si/index.php/knjiznica.html Arhivirano 2011-09-05 na Wayback Machine..
Biološka knjižnica je knjižnica Nacionalnega inštituta za biologijo in Oddelka za biologijo Biotehniške fakultete Univerze v Ljubljani. Delujejo kot specialna in visokošolska knjižnica.

Njihovi začetki segajo v leto 1919, ko sta bila formalno ustanovljena Botanični in Zoološki inštitut Filozofske fakultete v Ljubljani. Profesor Jovan Hadži je v tem času pričel sistematično zbirati literaturo s področja biologije.
Danes se knjižnica razprostira na dveh lokacijah (v stavbi Biološkega središča v Ljubljani in dislocirani enoti na Morski biološki postaji Piran) in na 595 kvadratnih metrih, ponuja 67 čitalniških mest in osem računalnikov z dostopom do interneta.
Njihov fond vsebuje preko 42.800 knjig,  2.650 doktorskih, magistrskih in diplomskih del ter 304 tekoče naročenih naslovov serijskih publikacij, ki jih deloma nabavljajo s finančno pomočjo Javne agencije za raziskovalno dejavnost Republike Slovenije (ARRS).

### Knjižnica in INDOK Oddelka za živilstvo
Knjižnica in INDOK Oddelka za živilstvo se nahaja na Jamnikarjevi 101 v Ljubljani. 
Knjižnica in INDOK Oddelka za živilstvo je bila ustanovljena leta 1979, ima 45.000 knjižnih enot, prejema letno 150 revij (110 tujih in 40 domačih). Od leta 1994 pa so polnopravni člani sistema Cobiss.

### Knjižnica in INDOK Oddelka za zootehniko
Knjižnica in INDOK Oddelka za zootehniko se nahaja v Domžalah, Groblje 3. 
Čas izposoje učbenikov in knjig je en mesec, možno je podaljšanje za en mesec. Izposojeno gradivo je potrebno podaljšati pred iztekom roka izposoje. Gradivo lahko tudi rezervirate (čas rezervacije je 3 delovne dni). Za znanstvene in strokovne knjige, ki se nahajajo pri naročnikih je čas izposoje 14 dni, brez možnosti podaljšanja oz. v skladu z dogovorom z naročnikom knjige. Revij, diplom, magisterijev in doktoratov ne posojajo na dom, temveč samo v čitalnico oz. za potrebe fotokopiranja (v skladu z avtorskimi pravicami).
 
Z letom 2005 so začeli poskusno objavljati diplome v polnem tekstu na spletu.